# Bílá tma

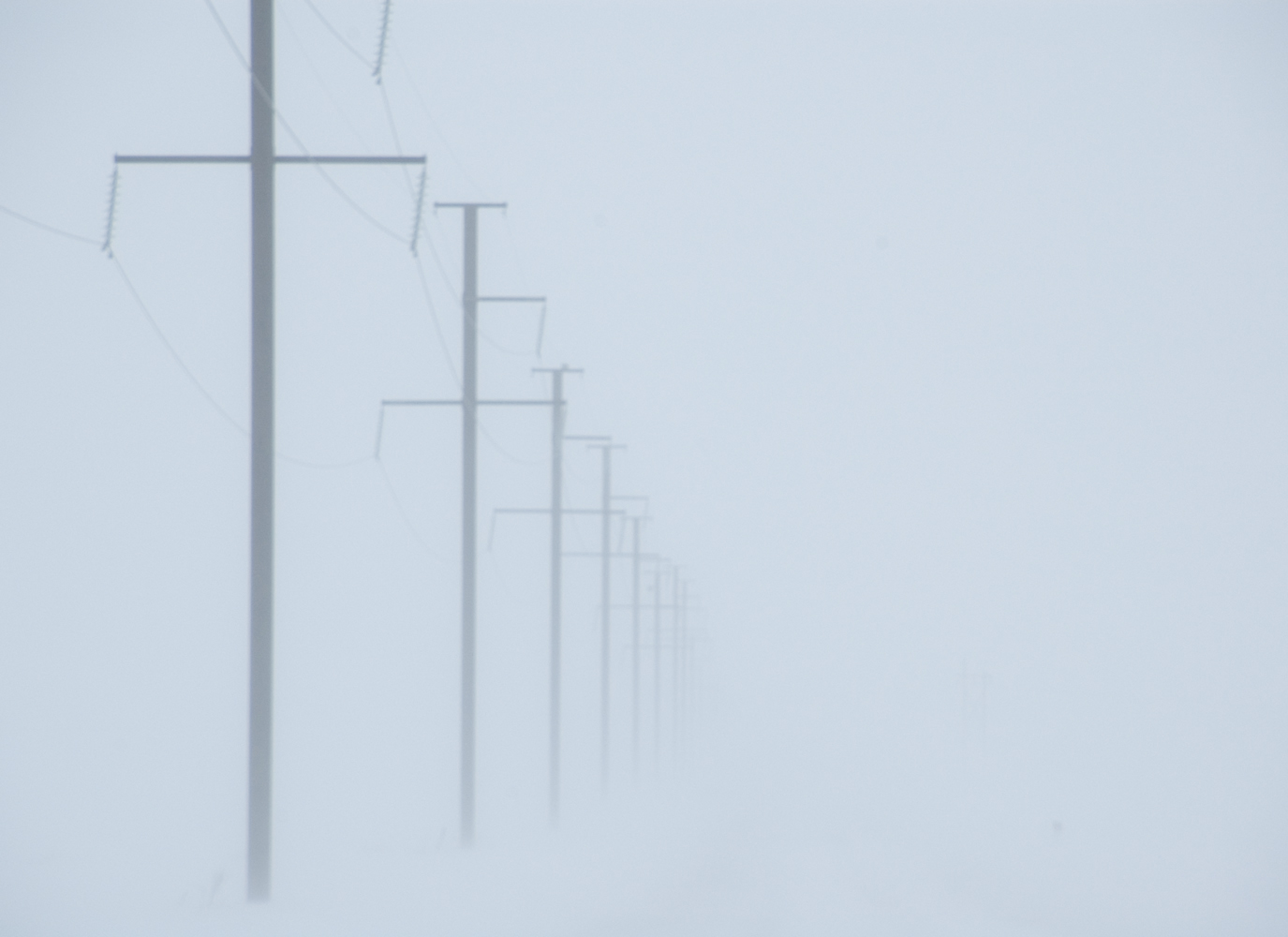
Sloupy elektrického vedení podél silnice, Saskatchewan, Kanada.

Bílá tma (anglicky Whiteout) je termín z meteorologie, který označuje stav počasí, během kterého dochází k hustému sněžení nebo blizardu. Bílá tma může taktéž vzniknout, když je okolní země pokryta sněhovou pokrývkou, a zároveň když je okolí zahaleno mlhou nebo vysoko zvířeným sněhem, což má za následek, že kvůli snížené dohlednosti není možno rozeznat obzor. Vlivem těchto zhoršených podmínek následně klesá viditelnost až k bodu nula, což znamená, že nejsou vidět ani předměty v bezprostřední blízkosti. Vzhledem k nulové viditelnosti následně dochází k problematické orientaci a přesunu, kdy například u dopravy dochází k ochromení a často až k úplnému zastavení.
Pojem bílá tma se používá na základě vnější podobnosti s noční tmou, kdy podobně dochází ke snížení viditelnosti. Tato metafora je zároveň i oxymórem, neboť použití slov bílá a tma si významově navzájem odporují, avšak v kontextu se skutečností má toto spojení smysl.

## Horolezectví
V horolezectví tento termín zpravidla popisuje situaci, kdy v horách oblaka splývají se sněhovou pokrývkou svahu natolik, že se stává velice obtížné rozeznat, kde se ještě nachází horský svah, a kde už je jen propast zakrytá oblakem. Taková situace, zejména je-li posílena špatnou viditelností (např. nočním šerem nebo nutností brodit se oblakem), může být smrtelně nebezpečná i pro ty nejlepší horolezce.

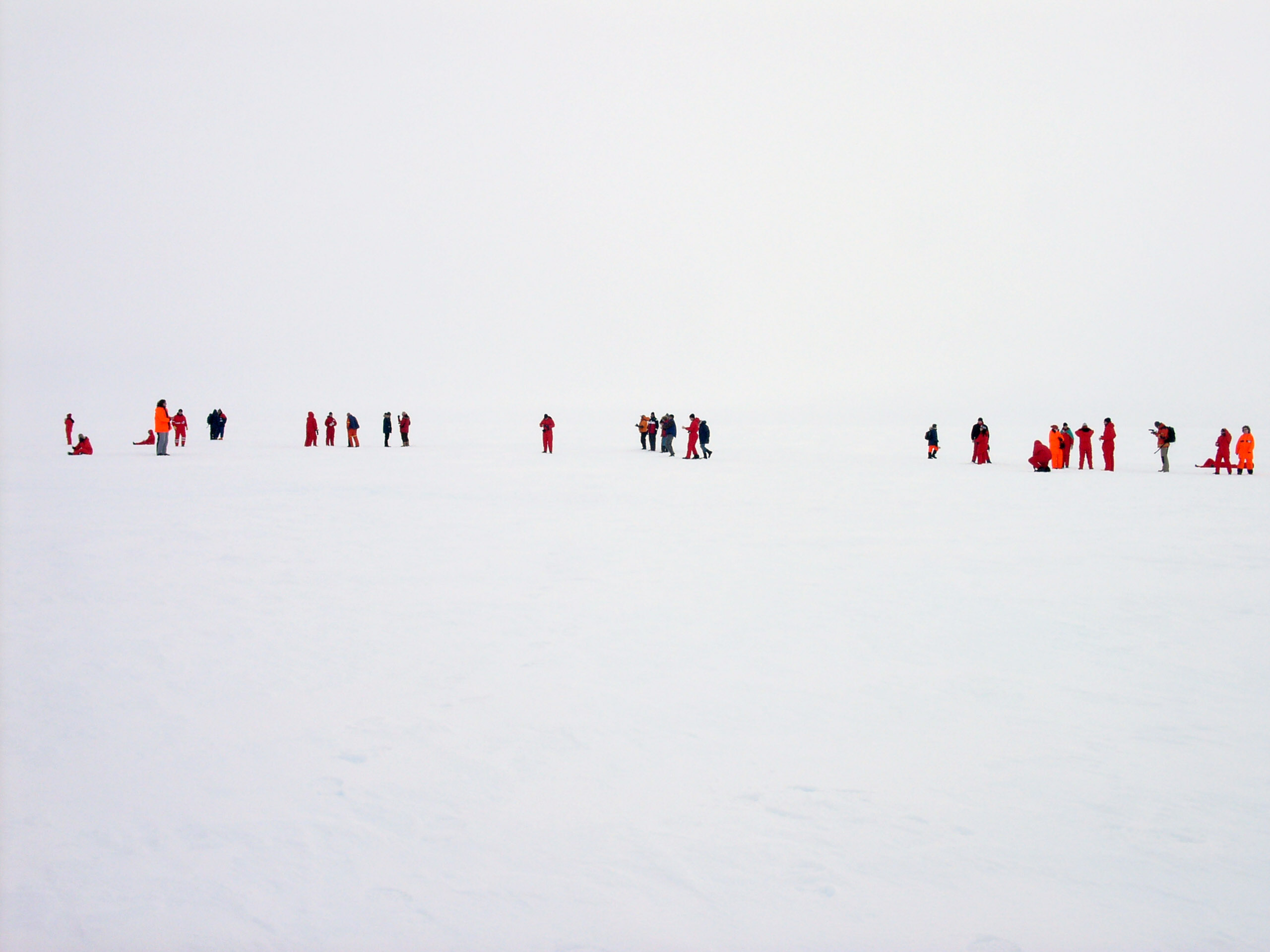
Bílá tma na Antarktidě